# 拼音縮寫
拼音縮寫是指使用漢語拼音首字母或拼音形式所構成的縮寫詞，主要用於中文網路語言中。此類縮寫廣泛出現在社群媒體、即時通訊、論壇及遊戲等環境中，具有簡潔、便於輸入、表達快速的特點，為網路術語的一種。

## 特點
拼音縮寫一般具有以下特性：
- 使用詞語的首個拼音字母組成，例如「nb」表示「牛逼」、「zqsg」表示「真情實感」。
- 有些拼音縮寫結合了英文與中文，例如「xswl」表示「笑死我了」。
- 多用於非正式情境，語氣常帶有趣味性或情緒性。

## 常見例子
| 縮寫 | 全文       | 意思                       |
| ---- | ---------- | -------------------------- |
| nb   | 牛逼       | 厲害、強大                 |
| xswl | 笑死我了   | 非常好笑                   |
| yyds | 永遠的神   | 表示某人或某事非常優秀     |
| tql  | 太強了     | 稱讚                       |
| bdjw | 不懂就問   | 表示詢問問題               |
| zqsg | 真情實感   | 表達真誠情緒               |
| awsl | 啊我死了   | 表示激動、感動、崩潰等情緒 |
| ssfd | 誰說不是呢 | 表示贊同或附和             |
| dbq  | 對不起     | 道歉用語                   |
| lz   | 樓主       | 指論壇發帖者               |

## 應用領域
拼音縮寫廣泛應用於：
- 微博、知乎、Bilibili 等中文社交平台
- 即時通訊工具，如微信、QQ
- 線上遊戲與彈幕文化
- 網路迷因與流行語

## 影響與爭議
拼音縮寫的流行引發語言簡化與語文教育的討論。部分教育工作者擔憂拼音縮寫取代正式漢字用法，影響青少年的書寫與語言表達能力。但也有觀點認為其屬於語言創新，展現語言彈性與文化活力。